# Werner Röder
Werner Röder (* 17. August 1938 in Pilsen, Tschechoslowakei; † September 2016) war ein deutscher Historiker und Leiter des Archivs des Instituts für Zeitgeschichte (IfZ) in München. Er war einer der Pioniere der westdeutschen Exilforschung und Mitherausgeber des Biographischen Handbuchs der deutschsprachigen Emigration nach 1933.

## Leben
Werner Röder studierte Geschichte, Amerikanistik sowie Politikwissenschaft an der Universität München (LMU) und an der Southeast Missouri State University in Cape Girardeau (Missouri). Danach wurde er 1967 an der LMU mit einer Dissertation über die deutschen sozialistischen Exilgruppen in Großbritannien 1940–1945 zum Dr. phil. promoviert.
Von 1967 bis 1972 leitete er, beauftragt durch das Bundesarchiv, die Zentralstelle der Dokumentation zur Emigration und von 1973 bis 1980 am Institut für Zeitgeschichte die Forschungsgruppe Emigration. Von 1972 bis 1975 gehörte er dem ständigen Ausschuss der Arbeitsgemeinschaft Exilforschung bei der Deutschen Forschungsgemeinschaft an. Von 1980 bis 1999 leitete er das Archiv des Instituts für Zeitgeschichte.
In den 1970er Jahren war er neben Herbert A. Strauss einer der beiden Herausgeber des 1980 bzw. 1983 fertiggestellten Biographischen Handbuchs der deutschsprachigen Emigration nach 1933.

## „Biographisches Handbuch der deutschsprachigen Emigration nach 1933“
Martin Broszat, der frühere Leiter des IfZ, zählt Röders Dissertation neben den Untersuchungen von Hans-Albert Walter und Helmut Müssener zu den Pionierarbeiten, auf deren Basis Anfang der 1970er Jahre die Exilforschung in der Bundesrepublik aufbaute.

„Im Institut für Zeitgeschichte wurde mit der Errichtung eines aus jahrelanger Archivarbeit im In- und Ausland hervorgegangenen Zentralkatalogs auch ein dauerhafter Schwerpunkt in diesem Forschungsbereich unter der Leitung von Dr. Werner Röder begründet. Ohne diese Voraussetzungen hätten die 1972/73 begonnenen Arbeiten für das Biographische Handbuch schwerlich in Angriff genommen werden können.“

Ebenfalls früh in die Planungen eingebunden war Herbert A. Strauss und die von ihm gegründete Research Foundation for Jewish Immigration. Ende 1971 gab es erste Gespräche zwischen Strauss und Broszat, die dann in das von Strauss und Röder angestoßene Handbuch-Projekt mündeten.
In dem von 1972 bis 1974 vom Bundesministerium für Forschung und Technologie:S. LVIII und anschließend von der Deutschen Forschungsgemeinschaft geförderten Projekt:S. IX entstand ein riesiger Bestand biografischer Akten.

“Over the course of 10 years, 25,000 biographical files were compiled on persons forced to flee Germany, Austria, and German-speaking Czechoslovakia between 1933 and 1945 due not only to racial persecution, but also due to their political beliefs or resistance activities. This included both individuals born in these countries as well as those who had immigrated to them prior to 1933 and contributed to the political and cultural life therein. The archive compiled was international in scope, including émigrés to countries on every continent except Antarctica.”

„Im Laufe von zehn Jahren wurden 25.000 biografische Dossiers zu Personen zusammengestellt, die zwischen 1933 und 1945 aus Deutschland, Österreich und der deutschsprachigen Tschechoslowakei nicht nur wegen rassistischer Verfolgung, sondern auch wegen ihrer politischen Überzeugungen oder ihrer Widerstandstätigkeit fliehen mussten. Dazu gehörten sowohl Personen, die in diesen Ländern geboren wurden, als auch solche, die vor 1933 in diese Länder eingewandert waren und zum politischen und kulturellen Leben dort beitrugen. Das zusammengetragene Archiv war international ausgerichtet und umfasste Emigranten in Ländern auf allen Kontinenten außer der Antarktis.“

Aus den 25.000 Akten wurden die Biografien von etwa 8.700 Emigranten ausgewählt, die schließlich in das dreibändige Biographische Handbuch der deutschsprachigen Emigration Eingang fanden. Über die Auswahlkriterien schrieb Broszat:

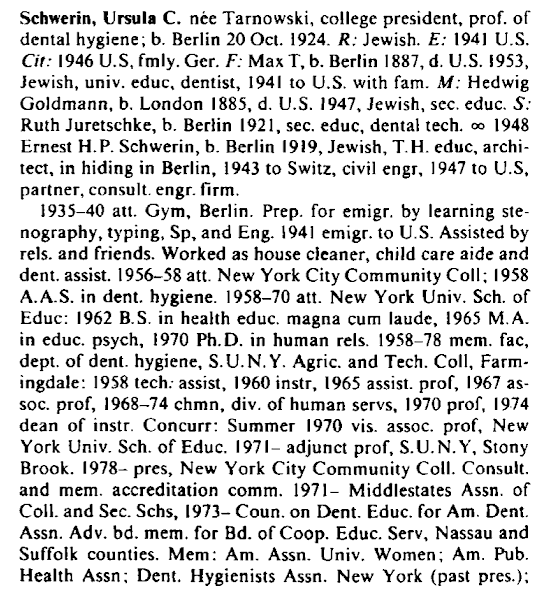
Beispiel eines Handbuch-Eintrags aus Band 2

„Obwohl der äußeren Form nach ein ‚Who's Who‘, also einem Nachschlagewerk über mehr oder weniger prominente Persönlichkeiten ähnlich, liegt die Besonderheit des Biographischen Handbuchs darin, daß die Auswahl des Personenkreises und das Schwergewicht der biographischen Information nicht primär durch Rang und Stellung innerhalb der bürgerlichen Gesellschaft eines Landes bestimmt sind, sondern durch eine gemeinsame historische Betroffenheit, die erzwungene Auswanderung aus dem Machtbereich des nationalsozialistischen Deutschlands. Die Daten zur individuellen Lebens-, Tätigkeits- und Werkgeschichte dokumentieren nicht in erster Linie Personen um ihrer selbst willen, sie sollen vielmehr gelesen und verstanden werden als Mosaikdarstellung eines überaus schmerzhaften, zum Teil irreversibel gewordenen Vorgangs, in dessen Verlauf sich etwa eine halbe Million Menschen zum Verlassen des politischen, gesellschaftlichen und kulturellen Lebenszusammenhangs ihrer deutschsprachigen Heimatländer gezwungen sahen.“

Nach Broszat waren sich die Beteiligten aber klar darüber, dass der Auswahl der Personen auch als „elitär“ aufgefasst werden könnte. Dem sei dadurch vorgebeugt worden, dass nicht Statuskriterien maßgeblich gewesen seien, sondern emigrationsspezifische Kriterien, die geeignet waren, einen sozialgeschichtlichen Quer- und Durchschnitt der Emigration abzubilden. „Die oft besonders tragischen Schicksale in der breiten sozialen ‚Unterschicht‘ der politischen Emigration konnten damit zumindest exemplarisch beleuchtet, im Vergleich zu ihrem Anteil am Gesamtexil freilich nicht in ihren vollen Ausmaßen dargestellt werden.“:S. IX
Die Abfassung der Handbuchbeiträge begann im Jahr 1976 und war für Band 1 im Sommer 1978 abgeschlossen. Die Einteilung der Bände war bewusst thematisch vorgenommen worden, wobei die einzelnen Bände auch in unterschiedlichen Arbeitsgruppen entstanden. Für den Band 1 zeichnete das IfZ verantwortlich, für Teil 2 die Research Foundation.

„Diese Verteilung von Sachgebieten, Publikationsform und herausgeberischer Zuständigkeit entsprach auch der jeweiligen Quellennähe und dem besonderen Forschungsinteresse der beiden Institute. Ein Registerband in zweisprachiger Fassung wird unter Leitung des Instituts für Zeitgeschichte in München erstellt.“

Diese Verteilung der Verantwortlichkeiten bedeutete aber keinen Ausschluss der bandübergreifenden Zusammenarbeit. „Von den knapp 4.000 Biographien des ersten Bandes wurden 2.497 beim Institut für Zeitgeschichte München (IfZ) und 1.498 bei der Research Foundation for Jewish Immigration, New York (RFJI) verfaßt.“:S. LIV Die Artikel selber haben durchgängig ein einheitliches Schema, basierend auf einer dreifachen Gliederung: „1. die wichtigsten Personal-, Familien- und Wanderungsdaten, 2. die Lebens- und Tätigkeitsbeschreibung mit besonderem Gewicht bei der Emigrations- und Exilgeschichte und 3. Angaben zu Bibliographie, Literatur und ungedruckten Quellen.“:S. LVI

## Werke (Auswahl)
- Die deutschen sozialistischen Exilgruppen in Großbritannien. Ein Beitrag zur Geschichte des Widerstandes gegen den Nationalsozialismus. Verlag für Literatur und Zeitgeschehen, Hannover 1968 (Zugleich: München, Univ., Philos. Fak., Diss. 1967); (= Schriftenreihe des Forschungsinstituts der Friedrich-Ebert-Stiftung. Band 58). 2., verbesserte Auflage. Verlag Neue Gesellschaft, Bonn 1973, ISBN 3-87831-124-9 (Inhaltsverzeichnis).
- Sonderfahndungsliste UdSSR (= Dokumente der Zeitgeschichte. Mappe 1). Verlag D und C, Erlangen 1977, ISBN 3-921295-06-8.
- mit Wolfgang Benz und Günter Plum: Einheit der Nation. Diskussionen und Konzeptionen zur Deutschlandpolitik der großen Parteien seit 1945 (= Neuzeit im Aufbau. Band 3). Frommann-Holzboog, Stuttgart-Bad Cannstatt 1978, ISBN 3-7728-0699-6 (Inhaltsverzeichnis).
- mit Herbert A. Strauss (Hrsg.): Biographisches Handbuch der deutschsprachigen Emigration nach 1933 – International biographical dictionary of Central European émigrés 1933–1945.
  - Band 1: Politik, Wirtschaft, öffentliches Leben. de Gruyter, Berlin / Boston 1980, ISBN 0-89664-101-5.
  - Band 2: The arts, sciences, and literature. Saur, München 1983, ISBN 3-598-10089-2; Band 2 besteht aus zwei Teilbänden: Part 1 (A–K) und Part 2 (L–Z).
  - Band 3: Gesamtregister. Saur, München 1983, ISBN 3-598-10090-6.
    - Die Handbücher stehen inzwischen – ergänzt um weitere biographische Nachschlagewerke und Dokumente – in der Datenbank Biographische Handbücher der deutschsprachigen Emigration nach 1933 zur Verfügung. Ein Zugriff ist nur über autorisierte Institutionen möglich, unter anderem auch über die Wikipedia Library.
- mit Heinz Boberach, Rolf Thommes, Hermann Weiß, Christoph Weisz (Hrsg.): Ämter, Abkürzungen, Aktionen des NS-Staates (= Texte und Materialien zur Zeitgeschichte. Band 5). de Gruyter, Berlin / Boston 1997, ISBN 3-598-11271-8 (Reprint 2012, ISBN 978-3-11-095167-7, urn:nbn:de:101:1-201605282370).
- mit Christoph Weisz (Hrsg.): Das SKK-Statut. Zur Geschichte der Sowjetischen Kontrollkommission in Deutschland 1949 bis 1953. Eine Dokumentation. de Gruyter, Berlin / Boston 1998, ISBN 3-598-11333-1 (Reprint 2012, ISBN 978-3-11-096244-4).